# Pinokkiorog
De pinokkiorog (Rostroraja eglanteria) is een vissensoort uit de familie van de Rajidae. De wetenschappelijke naam van de soort is voor het eerst geldig gepubliceerd in 1800 door Bosc.